# Amphoe Na Klang
Amphoe Na Klang (thailändisch อำเภอ นากลาง, Aussprache: ʔāmpʰɤ̄ː nāː klāːŋ) ist ein Landkreis (Amphoe – Verwaltungs-Distrikt) in der  Provinz Nong Bua Lamphu. Die Provinz Nong Bua Lamphu liegt im westlichen Teil der Nordostregion von Thailand, dem so genannten Isan.

## Geographie
Benachbarte Landkreise und Gebiete sind (von Norden im Uhrzeigersinn): Amphoe Suwannakhuha der Provinz Nong Bua Lamphu, Amphoe Kut Chap in der Provinz Udon Thani, die Amphoe Mueang Nong Bua Lamphu, Si Bun Rueang und  Na Wang wiederum in Nong Bua Lamphu, sowie Amphoe Na Duang in der Provinz Loei.

## Geschichte
Na Klang wurde am 16. Juli 1965 zunächst als „Zweigkreis“ (King Amphoe) eingerichtet, indem die drei Tambon Na Klang, Kao Kloi und Na Si vom Landkreis Nong Bua Lam Phu abgetrennt wurden. Im Jahr 1969 wurde er offiziell zum Amphoe heraufgestuft.
Am 6. Oktober 2022 kam es in Na Klang zu einem Amoklauf. Ziel war ein Kindergarten. Mehr als 30 Menschen kamen ums Leben, darunter mehr als 20 Kinder. Der Täter erschoss sich anschließend selbst, nachdem er zuvor schon seine Frau und sein Kind getötet hatte.

## Verwaltung

### Provinzverwaltung
Der Landkreis Na Klang ist in neun Tambon („Unterbezirke“ oder „Gemeinden“) eingeteilt, die sich weiter in 127 Muban („Dörfer“) unterteilen.
| Nr.  | Name        | Thai     | Muban | Einw.  |
| ---- | ----------- | -------- | ----- | ------ |
| 01.  | Na Klang    | นากลาง   | 16    | 11.989 |
| 02.  | Dan Chang   | ด่านช้าง   | 14    | 10.408 |
| 05.  | Kut Din Chi | กุดดินจี่    | 21    | 16.515 |
| 06.  | Fang Daeng  | ฝั่งแดง    | 18    | 12.003 |
| 07.  | Kao Kloi    | เก่ากลอย  | 13    | 08.998 |
| 09.  | Non Mueang  | โนนเมือง  | 15    | 10.936 |
| 010. | Uthai Sawan | อุทัยสวรรค์ | 12    | 06.437 |
| 011. | Dong Sawan  | ดงสวรรค์  | 09    | 06.963 |
| 013. | Kut Hae     | กุดแห่     | 09    | 07.733 |

Hinweis: Die fehlenden Nummern (Geocodes) gehören zu den Tambon, die heute zu Suwannakhuha und zu Na Wang gehören.

### Lokalverwaltung
Es gibt fünf Kommunen mit „Kleinstadt“-Status (Thesaban Tambon) im Landkreis:
- Na Nong Thum (Thai: เทศบาลตำบลนาหนองทุ่ม) besteht aus Teilen des Tambon Kut Din Chi.
- Fang Daeng (Thai: เทศบาลตำบลฝั่งแดง) besteht aus dem gesamten Tambon Fang Daeng.
- Kao Kloi (Thai: เทศบาลตำบลเก่ากลอย) besteht aus dem gesamten Tambon Kao Kloi.
- Kut Din Chi (Thai: เทศบาลตำบลกุดดินจี่) besteht aus den übrigen Teilen des Tambon Kut Din Chi.
- Na Klang (Thai: เทศบาลตำบลนากลาง) besteht aus Teilen der Tambon Na Klang, Dan Chang und Kut Hae.

Außerdem gibt es fünf „Tambon-Verwaltungsorganisationen“ (องค์การบริหารส่วนตำบล – Tambon Administrative Organizations, TAO):
- Dan Chang (Thai: องค์การบริหารส่วนตำบลด่านช้าง)
- Non Mueang (Thai: องค์การบริหารส่วนตำบลโนนเมือง)
- Uthai Sawan (Thai: องค์การบริหารส่วนตำบลอุทัยสวรรค์)
- Dong Sawan (Thai: องค์การบริหารส่วนตำบลดงสวรรค์)
- Kut Hae (Thai: องค์การบริหารส่วนตำบลกุดแห่)